# Detlef Michel
Detlef Michel, né le 13 octobre 1955 à Berlin, est un ancien athlète et champion du monde est-allemand qui faisait partie des meilleurs spécialistes du lancer du javelot dans les années 1980. 

## Carrière sportive
En 1982, Detlef Michel remporte la médaille de bronze du lancer du javelot des Championnats d'Europe d'Athènes avec 89,32 m, soit une marque inférieure de près de deux mètres à celle du vainqueur, son compatriote est-allemand Uwe Hohn. L'année suivante, il s'adjuge le titre des premiers Championnats du monde d'athlétisme tenus à Helsinki, en dépit de conditions météorologiques défavorables. Il réalise un lancer à 89,48 m et devance finalement l'Américain Tom Petranoff, récent détenteur du record du monde de la discipline, et le soviétique Dainis Kula. Non qualifié pour les Jeux olympiques de 1980, il met une croix sur ceux de Los Angeles en 1984 à la suite du boycott de son pays. 
En 1986, alors qu'une nouvelle règlementation de l'engin est mise en place par l'IAAF, et qu'une nouvelle liste de record du monde apparait dans le même temps, Detlef Michel remporte une seconde médaille continentale en prenant la deuxième place des Championnats d'Europe de Stuttgart. Il ne parvient pas à obtenir sa qualification pour les Jeux olympiques de Séoul en 1988 et décide de mettre un terme à sa carrière sportive à l'issue de la saison 1990.

## Palmarès

### Championnats du monde
- Championnats du monde 1983 à Helsinki  :
  -  Médaille d'or du lancer du javelot.

### Championnats d'Europe
- Championnats d'Europe 1982 à Athènes :
  -  Médaille de bronze du lancer du javelot.
- Championnats d'Europe 1986 à Stuttgart :
  -  Médaille d'argent du lancer du javelot.